# Johann Karl Simon Morgenstern

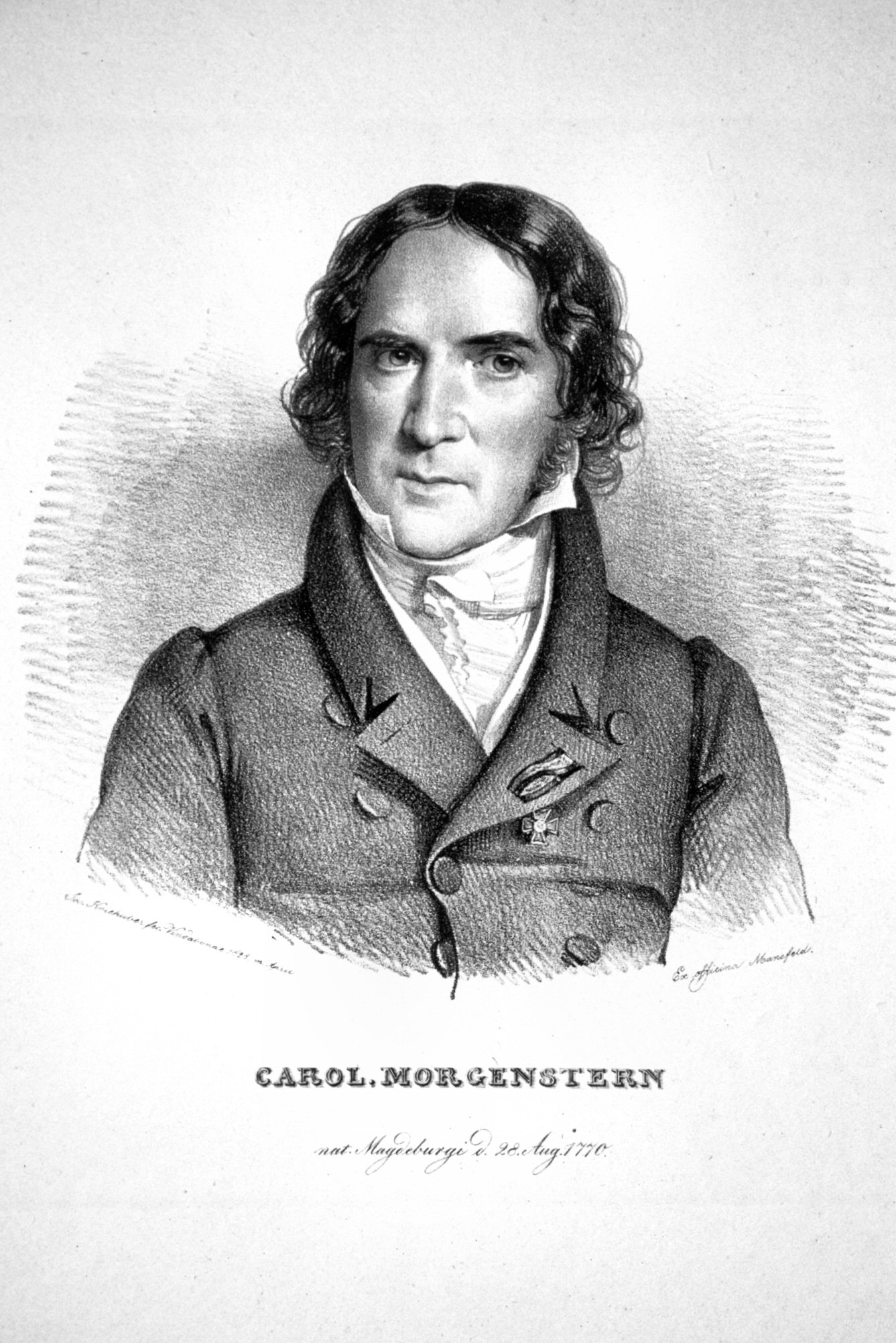
Grabado de Johann Karl Simon Morgenstern realizado en 1828.

Johann Karl Simon Morgenstern (Magdeburgo, 28 de agosto de 1770-Tartu, 3 de septiembre de 1852) fue un filólogo alemán. Él acuñó el término Bildungsroman.

## Biografía
Johann Karl Simon Morgenstern estudió en la Universidad de Halle en virtud de Johann August Eberhard (filosofía) y Friedrich August Wolf (Filología).
En 1802 se trasladó a Tartu, donde pasaría el resto de su vida. Ocupó la presidencia de la retórica, la filología clásica, la estética y la historia del arte y la literatura en la Universidad de Tartu, refundada recientemente y fue el primer director de su biblioteca.
El carácter de su trabajo cambió en Tartu. Se interrumpió sus estudios de Platón y escribió acerca de la literatura, el arte, la filología y la filosofía. Su antiguo profesor Wolf estaba decepcionado por este desarrollo, señaló en 1808 que su alumno estaba creciendo más elegante, vanidoso y aburrido con los años. Fue en el curso de este trabajo que Morgenstern acuñó el término Bildungsroman.
Incluso después de su jubilación en 1834 Morgenstern se quedó en Tartu. Legó su biblioteca de 12.000 volúmenes, que contiene muchos manuscritos y una buena parte de la herencia de Kant, a la universidad.

## Trabajos
- De Platonis Republica commentationes tres (1794)
- Auszüge aus den Tagebüchern und Papieren eines Reisenden (1811–1813)
- Über den Geist und Zusammenhang einer Reihe philosophischer Romane (1817)
- Über das Wesen des Bildungsromans (1820)
- Zur Geschichte des Bildungsromans (1824)